# 翁瑋均
翁瑋均（1998年11月29日—）為台灣棒球运动员，曾效力於中華職棒Lamigo桃猿、樂天桃猿、台鋼雄鷹，現效力於中華職棒味全龍，守備位置為投手。

## 生平
高中時期就讀於普門中學，曾入選U18亞青賽。畢業後選擇南華大學就讀，2018年季中選秀前有感於大學全年比賽少，加上當次選秀大物投手不多，決定報名選秀。有滑球、指叉、卡特球等多樣化球路的翁瑋均，在選秀會上被Lamigo桃猿隊以第一輪第四順位選進，是球隊睽違近六年的首輪投手，並以簽約金480萬、激勵獎金150萬成為隊史上最多簽約金的投手，被認為是值得培養的先發投手人選。
2023年8月10日，樂天桃猿宣布以王溢正、翁瑋均、藍寅倫與王柏融的優先議約權與台鋼雄鷹交易狀元林子偉。

## 經歷
- 臺中市西區忠孝國民小學少棒隊
- 臺南市安順國中青少棒隊
- 高雄市私立普門高級中學青棒隊
- 嘉義縣南華大學棒球隊
- 臺中運動家成棒隊（2017年－2018年）
- 中華職棒Lamigo桃猿（2018年8月30日－2019年12月16日）
- 中華職棒樂天桃猿（2019年12月17日－2023年8月14日）
- 中華職棒台鋼雄鷹（2023年8月15日－）

## 職棒生涯成績
| 年度 | 球隊       | 背號 | 出賽 | 先發 | 勝投 | 敗投 | 中繼 | 救援 | 完投 | 完封 | 三振 | 四死 | 責失 | 投球局數 | 自責分率 | 被上壘率 |
| ---- | ---------- | ---- | ---- | ---- | ---- | ---- | ---- | ---- | ---- | ---- | ---- | ---- | ---- | -------- | -------- | -------- |
| 2019 | Lamigo桃猿 | 96   | 16   | 14   | 3    | 6    | 0    | 0    | 0    | 0    | 40   | 29   | 48   | 70.1     | 6.14     | 1.51     |
| 2020 | 樂天桃猿   | 20   | 21   | 20   | 9    | 7    | 0    | 0    | 1    | 0    | 58   | 39   | 85   | 109.0    | 7.02     | 1.70     |
| 2021 | 樂天桃猿   | 20   | 7    | 7    | 3    | 2    | 0    | 0    | 0    | 0    | 21   | 13   | 12   | 40.0     | 2.93     | 1.38     |
| 2022 | 樂天桃猿   | 20   | 2    | 2    | 1    | 0    | 0    | 0    | 0    | 0    | 5    | 7    | 3    | 9.0      | 3.00     | 1.67     |
| 合計 | 4年        | －   | 46   | 43   | 16   | 15   | 0    | 0    | 1    | 0    | 124  | 88   | 149  | 228.1    | 5.87     | 1.58     |

## 特殊事蹟
- 2019年3月31日於台南棒球場面對統一7-ELEVEn獅隊先發六局失兩分奪下勝投，以20歲122天刷新16年前統一7-ELEVEn獅隊潘威倫的紀錄，成為史上最年輕初先發勝投紀錄保持者[4]

## 外部連結
- 翁瑋均在台灣棒球維基館上的頁面（繁體中文）
- 翁瑋均在中華職棒官網
- 翁瑋均在Baseball-Reference.com（小聯盟以及海外聯盟）（英语）